# Moschea di Atik Ali Pascià
La moschea di Atik Ali Pasha (in lingua turca Gazi Atik Ali Paşa Camii) è un'antica moschea ottomana ubicata nelle vicinanze di Çemberlitaş nel distretto di Fatih ad Istanbul in Turchia.

## Storia
Venne fatta costruire dal Gran visir Hadim Ali Pascià nel 1496, sotto il regno del sultano Bayezid II. Essa è ubicata vicino all'ingresso del Kapalıçarşı (Gran Bazaar), della colonna di Costantino e della storica moschea di Nuruosmaniye.